# チャパエフ級巡洋艦
チャパエフ級巡洋艦（英語: Chapayev class cruiser）は、ソビエト連邦海軍の軽巡洋艦の艦級である。ソ連海軍における正式名は68号計画艦（ロシア語: Крейсера проекта 68）。

## 概要
1930年代中期以降のソ連海軍は、スペイン内戦中に反政府派海軍によってソ連輸送船が86回も襲撃され、3隻が撃沈、4隻が拿捕された経験、また日独伊防共協定の成立などの世界情勢を背景として、艦艇の増強を進めていた。本級は、この増強計画の一環として開発されたものである。1937年10月1日、ソビエト連邦国防会議は、基準排水量 8,000トン、速力 35ノット、180mm 3連装主砲×3基を備えた軽巡洋艦の建造を承認した。スターリン体制下であったこともあって開発作業は急速に進展し、翌1938年1月10日、国防省海軍局は設計原案を完成させた。
しかしこの設計原案を検討した海軍は、外国艦に比べて兵装が弱体であると指摘した。このことから国防会議は計画の拡大を決定し、6月には、基準排水量 10,000トン、152mm主砲×12門と大型化・重武装化した。具体的な設計は第17中央設計局が担当することとなった。同年12月には海軍省が創設されて海軍軍政の自由度は増したものの、大粛清の最中とあって設計官が次々に逮捕・処刑されたために、設計計画は大幅に遅延した。12月上旬、第17中欧設計局による技術案が関係各所に送付され、海軍省に送られた翌1939年1月、イワン・イサコフ海軍副大臣はこれを承認した。しかし、当時の海軍人民委員（海軍大臣）であったミハイル・フリノフスキーは既に粛清の対象者となっており、計画は延期された。同年4月、新しく海軍人民委員に就任したニコライ・クズネツォフは技術案を一切改良する事なく再提出し、今度は、国防会議は三か月の審議の後にわずかな修正のみでこれを認可した。
68型は当初、船体・機関・兵装のすべてをソビエト国産で固めるものとして完成された。しかし技術案が承認されたのちの1939年8月に独ソ不可侵条約が締結されたことによってドイツ製の兵器が導入できることになり、主砲をラインメタル社製150mm砲に、高角砲を同社製105mm砲に変更するなどの改正を加えた68i号計画が策定され、2番艦で試験されることになった。しかしこの計画は、砲の変更に留まらず、発電機の大型化など大規模な改装が必要であることが判明し、また独ソ関係が悪化したこともあって、実現しなかった。
当初計画では、1938〜1942年計画中に16隻を建造、5隻を完成させることになっており、これに従って、1939年に5隻が起工され、独ソ戦の勃発直前までに4隻が進水していた。しかし独ソ戦の勃発にともなって、各艦の工事は最大で20〜30％まで進捗したところで中断され、避難の上で終戦まで保管されることになった。また、ニコラエフで建造されていた「オルジョニキーゼ」と「スヴェルドロフ」は、同地を占領したドイツ軍によって解体された。この中断期間中、第17中央設計局は、戦時中の経験に基づいて68型の改良を進め、68-K号計画を策定した。
戦後の1946年6月、イサコフ海軍次官は、若干の変更のうえで68-K号計画を予備承認し、これに基づいて68型巡洋艦の建造が再開された。これによって1950年、5隻が海軍に引き渡された。

## 艦形
本級の船体形状はマクシム・ゴーリキー級巡洋艦と同じく短船首楼型船体で、領海には真冬に流氷に閉ざされるバルト海があるために砕氷船として使えるように砕氷構造の艦首を採用していた。艦首甲板上には15.2cm速射砲を三連装砲塔に収めて背負い式で2基を配置した。2番主砲塔の背後には司令塔を組み込んだ円筒形塔型艦橋が立つが、頂上部に国産の8m2連測距儀とモチブG型射撃指揮装置を設けたために直径の大きな円柱を載せたような形状をしていた。
機関配置はボイラーとタービンを交互に配置する「シフト配置」を採用していたために、2本煙突の間は前後に広く離れていたが、そのスペースを無駄にせずに水上機施設に充て、水上機射出用カタパルトが中央部中心部に1基配置された。カタパルトの両脇には艦載艇と53.3cm三連装魚雷発射管が左右に1基ずつ置いてあり、水上機と艦載艇は2番煙突の直前に配置された主マストを基部とする揚収用クレーン1基で運用された。副武装の10cm高角砲は爆風避けのカバーの付いた連装砲架で2番煙突の四隅に片舷2基ずつ計4基を配置した。2番煙突の背後に後部甲板見張り所が設けられ、後部甲板上に3番・4番主砲塔が後向きに背負い式で2基が配置され、左右の甲板上には機雷投下用のレールが敷かれていた。
戦後に68K型として建造再開された時に塔型艦橋の背後に単脚式の前部マストが追加され、新型の37mm連装機関砲が片舷7基ずつ計14が増載された。この時に水上機運用施設と53.3cm三連装魚雷発射管が廃止された。

## 武装

### 主砲
本級の主砲には、レニングラード機械製作工業開発の「Pattern 1938 年型 15.2cm（57口径）速射砲」が採用された。砲弾重量は55 kg、射程は最大仰角45度で23,720mである。発射速度は毎分6.5発である。主砲は三連装砲塔に収められ、ソ連巡洋艦初の砲身を個別に上下できる独立砲架式が採用された。砲塔の俯仰能力は仰角45度・俯角5度であった。旋回角度は船体首尾線方向を0度として左右150度だが、実際は上部構造物により射界に制限があった。

### 高角砲、その他の備砲
対空指揮装置には国産のエレクトロプリボル式ゴリゾンド射撃指揮装置を採用した。高角砲は新設計の「Pattern 1940年型 10cm（56口径）高角砲」を採用した。砲弾重量は15.6 kg、仰角45度での射程は22,241 m、最大仰角85度での射高は9,895 mである。発射速度は毎分16発だった。旋回と俯仰は電動と人力で行われ、俯仰は仰角85.5度、俯角5.5度であった。連装砲架は360度旋回角度を持つが、実際は上部構造物により射界に制限があった。これを片舷2基の計4基を搭載した。
高角砲を補助するために「1941年型 70-K 37mm（67口径）高角機関砲」を採用した。砲弾重量は0.732 kg、仰角45度での射程は8,400 m、最大仰角85度での射高は高度5,000 mである。これを連装砲架で14基装備した。旋回と俯仰は電動と人力で行われ、俯仰は仰角85.5度・俯角10度、360度旋回できたが、実際は上部構造物により射界に制限があった。発射速度は毎分160～180発だった。
更に53.3cm三連装水上魚雷発射管を2基装備した。また、水路閉鎖用に機雷を60～96個搭載した。　

## 機関
機関はKV-68式重油専焼缶6基とTV-7式ギヤード・タービン2基2軸を組み合わせ、機関出力126,500hp、速力32.6ノットを発揮した。航続性能は17ノットで5,500海里航行できると計算された。配置は前級と同じくシフト配置で1番煙突の直下にボイラー3基を直列に配置した第1缶室と左舷タービン1軸、2番煙突の直下にボイラー3基を直列に配置した第2缶室と右舷タービン1軸の構成であった。
| 建造番号 | 艦名                                                       | 建造                                                       | 起工       | 進水                           | 竣工                           | 退役                           |
| -------- | ---------------------------------------------------------- | ---------------------------------------------------------- | ---------- | ------------------------------ | ------------------------------ | ------------------------------ |
| 305      | チャパエフ Чапаев                                          | 第189造船所（レニングラード）                              | 1939年10月 | 1941年4月                      | 1950年5月                      | 1960年10月                     |
| 306      | コムソモレツ Комсомолец ※元の艦名はチカロフ Чкаловだった。 | 第189造船所（レニングラード）                              | 1939年8月  | 1947年10月                     | 1950年11月                     | 1981年                         |
| 309      | レーニン Ленин                                             | 第189造船所（レニングラード）                              | 1941年8月  | 1941年7月建造中止              | 1941年7月建造中止              | 1941年7月建造中止              |
| 310      | ジェルジンスキー Дзержинский                               | 第189造船所（レニングラード）                              | 1941年11月 | 1941年7月建造中止              | 1941年7月建造中止              | 1941年7月建造中止              |
| 356      | フルンゼ Фрунзе                                            | 第198造船所（ニコラエフ）                                  | 1939年8月  | 1940年12月                     | 1950年12月                     | 1960年                         |
| 364      | オルジョニキーゼ Орджоникидзе                              | 第198造船所（ニコラエフ）                                  | 1940年12月 | 1941年〜1944年にドイツ軍が解体 | 1941年〜1944年にドイツ軍が解体 | 1941年〜1944年にドイツ軍が解体 |
| 545      | ジェレズニャコフ Железняков                                | 第194造船所（レニングラード）                              | 1939年10月 | 1941年6月                      | 1950年4月                      | 1976年                         |
| 555      | アウローラ Авро́ра                                          | 第194造船所（レニングラード）                              | 1941年9月  | 1941年7月建造中止              | 1941年7月建造中止              | 1941年7月建造中止              |
| 1088     | クイビシェフ Куйбышев                                      | 第198造船所（ニコラエフ） →途中で第200造船所（同地）に移動 | 1939年8月  | 1941年1月                      | 1950年4月                      | 1965年12月                     |
| 1090     | スヴェルドロフ Свердло́в                                    | 第200造船所（ニコラエフ）                                  | 1941年9月  | 1941年〜1944年にドイツ軍が解体 | 1941年〜1944年にドイツ軍が解体 | 1941年〜1944年にドイツ軍が解体 |
|          | ラーゾ Лазо́                                                | 第199造船所 （コムソモリスク・ナ・アムーレ）               | 1941年10月 | 1941年7月に建造中止            | 1941年7月に建造中止            | 1941年7月に建造中止            |
|          | 未命名                                                     | 第199造船所 （コムソモリスク・ナ・アムーレ）               | 1941年10月 | 1941年7月に建造中止            | 1941年7月に建造中止            | 1941年7月に建造中止            |